# Paweł Nosal
Paweł Nosal – polski zootechnik, doktor habilitowany nauk rolniczych, profesor na Uniwersytecie Rolniczym im. Hugona Kołłątaja w Krakowie, specjalista od parazytologii oraz hodowli zwierząt.

## Kariera naukowa
W 1989 roku na Uniwersytecie Rolniczym im. Hugona Kołłątaja w Krakowie uzyskał tytuł magistra inżyniera zootechniki. W 1993 roku został zatrudniony na tejże uczelni, a w 2000 roku uzyskał na niej stopień doktora nauk rolniczych w zakresie zootechniki na podstawie rozprawy pt. Wpływ pasożytów na produkcyjność świń z hodowli zarodowych w różnych warunkach utrzymania, której promotorem była Anna Petryszak. W 2011 roku Wydział Hodowli i Biologii Zwierząt tej samej uczelni nadał mu stopień doktora habilitowanego nauk rolniczych w dyscyplinie zootechniki na podstawie pracy pt. Czynniki warunkujące występowanie nicieni (Nematoda) u świniowatych oraz sposoby zwalczania tych pasożytów.